# ヒースキット

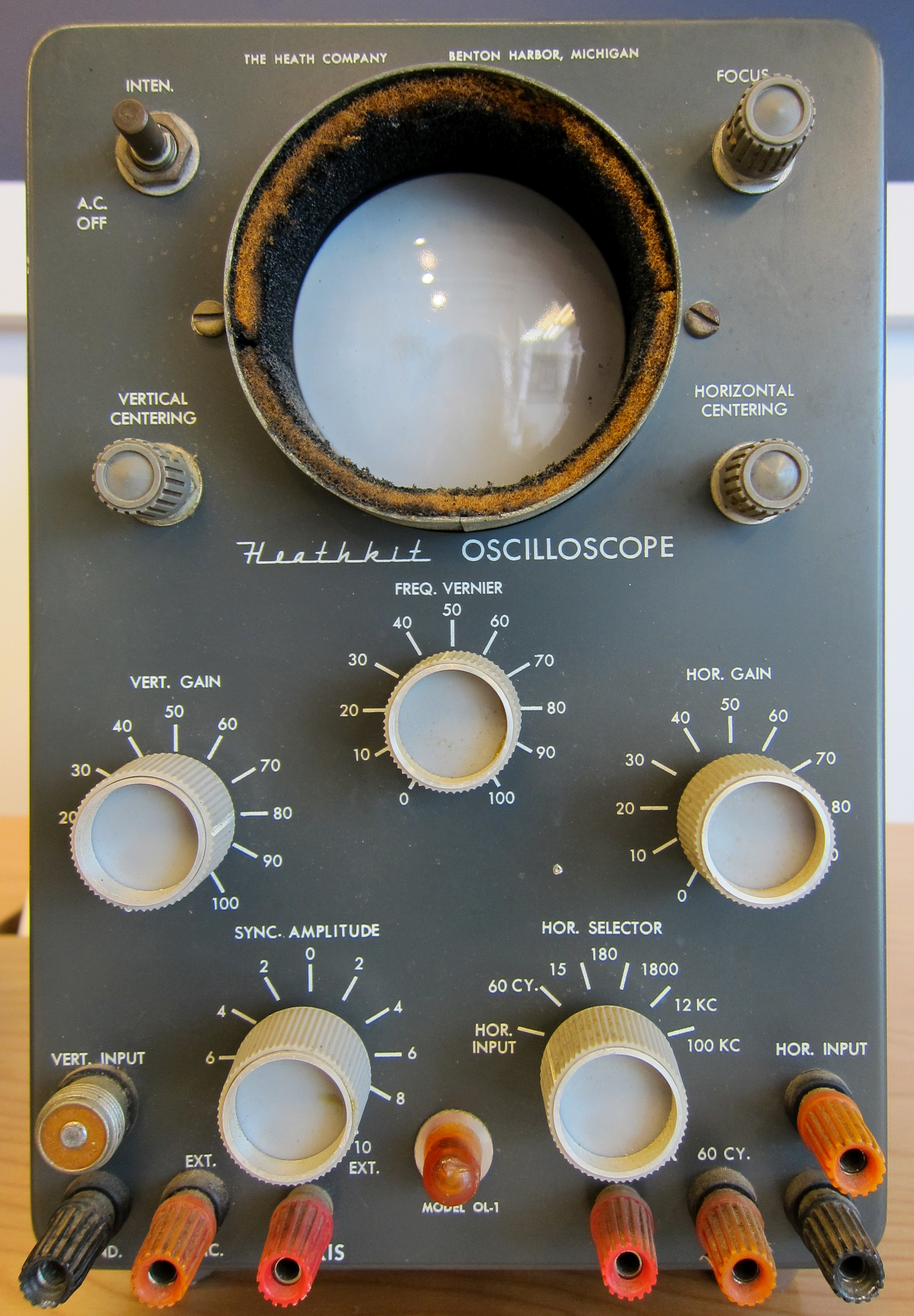
ヒースキットのオシロスコープ OL-1, 1960年代

ヒースキット（英: Heathkits）は、ミシガン州、ベントンのヒース株式会社（英: Heath Company）が販売していた製品のブランド名。ヒース社は、電子テスト装置、ハイファイオーディオ、テレビ受信機、アマチュア無線機、ロボット、初期の自動車用の電子点火装置や影響を与えたHeath H-8、H-89、H-11という趣味向けのコンピュータを、購入者が組み立てるキットで販売していた。
ヒースキットは電子キットを1947年から1992年まで製造した。この事業を閉鎖してからはヒース社は教育用の製品や動体検出照明制御の事業を継続した。照明制御の事業は2000年頃に売却された。2011年頃彼らは20年ぶりにキット事業に再参入したものの2012年に破産して 2013年から新たな所有者の下で再建中である。2015年現在 eBayストアを通してwww.heathkit.comのウェブサイトで現在キットを販売中である。

## 創業
ヒース社は元々は航空機メーカーとして1912年にエドワード・ベイヤード・ヒース（Edward Bayard Heath）によってベイツ航空機を買収して創業され、間もなく社名をE.B. Heath Aerial Vehicle Coに変えた。1926年からホームビルト機のヒース・パーソナルを売り始めた。 1931年、ヒースは試験飛行で亡くなった。 会社は再編され、シカゴからミシガン州ナイルズに移転した。 1935年、ハワード・アンソニー（Howard Anthony）が破産したヒース社を買収して小型の飛行機のアクセサリーの販売に注力した。第二次世界大戦後、アンソニーは電子産業に参入することを決断して膨大な軍の放出品の電子部品からキットとして販売するという良いアイディアを思いついた。1947年、ヒースは最初の電子キットであるオシロスコープを当時の最安値である50ドルで販売して大きな売り上げを挙げ、会社の発展に大いに寄与した。

## ヒースキットの製品のコンセプト
オシロスコープのキットの成功の後、ヒース社は多数の製品を送り出した。ヒースキットは二世代にわたり電子趣味人に大きな影響を与えた。ヒースキットを組み立てることにより、工場生産の物よりもはるかに安く入手できた。
当時、市販の工場で生産された電子機器は全体的に真空管、真空管ソケット、コンデンサー、インダクター、抵抗器等を本質的に手作業で配線して組み立てられていた。自宅でのキットの組み立て者は同じ組み立て工程を彼自身が行い、もし注意深く作業を進めれば同等の品質の物が得られた。最も高価な製品であるトーマス電子オルガンのヒースキット版を組み立てる事は大いに節約できる代表的な事例だった。
ヒースキットで一大分野を築いたのがアマチュア無線の分野だった。アマチュア無線の運用者はキットが登場する前は自作していて部品を揃える事も一苦労した。キットを購入する事で全ての部品が揃っているので組み立てに専念すればよく、完成した製品の品質は予想できた。多くのヒースキットの無線機は愛好家の間でよく知られたものになった。HW-101 HFは普及し、現在でさえ"Hot Water One-Oh-One"が使用されるのを見つける事ができるだけでなく、生産終了から10年以上経つがハムフェスタで中古品を購入できる。
組み立てられたヒースキットの出来栄えは工場生産品に対して常に見劣りしないものだったがヒースキットのアンプはリビングルームに設置するには相応しくなかった。多くのヒースキットの技術的な仕様は良かった。当時、最上級とされていたコリンズ社製のトランシーバーとの極端な類似性が指摘されてはいたが、ユーザーにとってはコリンズ同等品がはるかに安く入手できた。
一般消費者はもちろん、RCAのような工場で生産された蓄音機を購入しただろうが、ヒースキットの製品は個々のコンポーネントからシステムを組み立てる場合において十分真剣に検討する価値があった。
計測器の事例においてヒースキットはローエンドニッチの需要を満たした。ヒューレットパッカードやテクトロニクスやフルークの製品は金属製のダイヤルや10段のデジタル表示を備えていたがヒースキットでは単純な樹脂製のダイヤルやシルクスクリーン印刷のフロントパネルだった。40ドルのヒースキットのオシロスコープは工場生産品に遠く及ばなかったかもしれないが、40ドル又は100ドルの工場生産のオシロスコープは存在しなかった。
ヒースキットの製造には時間と忍耐が必要で助けを乞う能力が必要だった。これらが得られれば失敗する可能性は少なかった。ヒースキットは工具が無くても完成できた。説明書はキット産業において最上の物とされ、明確ではんだ付け技術の基本的な教育から始まり、それぞれの到達箇所において線画による図やふきだしを交えて明示的に記述されていた。

## 教育用としてのヒースキット
電子工学の知識はヒースキットの組み立てには不要だった。組み立て工程は電子工学に関して多くを教える事は無かったが真空管の端子番号を識別したり抵抗の色符号を読むような"エレクトロニクスリテラシー"と呼ばれる能力を得られる取引を拡大した。多くの愛好家達はヒースキットの組み立てにより畜電器、変圧器、真空管に親しみ、これらがどのような役割を果たすのかを調べる動機になった。これらの組み立て説明書はわかりやすく詳細が書かれた"運転方法"の章が含まれておりキットの回路の機能の説明が書かれており、製造者達の中には後に電子工学に関して更に学習した(あるいは修理技術を身につけてた)。ヒース社は(NRIのような)電子通信教育機関と協力して開発した。ヒース社は電子キットを部分的に組み立てて学校の教科書と授業の基本にした。
ヒースキットは高度な教育が可能だった。"キットはスティーブ・ジョブスに製品は魔法で空から降ってくるものではなく人間の所業である事を教示した"と記述してジョブスは"それは人々の環境内のとても複雑な事象でさえも理解できるであろうという事を認識させてくれた"と書き記した。
ヒースキットの大半の歴史において競合相手がいた。電子キットでは:アライドラジオ、ラジオシャック等があった。

## 多様化とデジタル時代
1954年のHoward Anthonyの死去後、ヒースは複数の電子企業を経営する持ち株会社のDaystrom社に買われた。Daystrom社は1962年に石油探層のシュルンベルジェに吸収されDaystrom/シュルンベルジェの日々はヒース社にとって最盛期だった。これらの年月は複数の一般向け市場において"首位"を獲得した。60年代にAA-100集積増幅器を発売した。これは信頼性が高く(そして入手しやすい)他の主要なステレオオーディオが発売されるよりも早く数年間製造された。70年代初頭にヒースはデジタル発振機を採用したFMラジオであるAJ-1510とデジタル時計のGC-1005を発売した。再び、これらの製品は好評を博した。1974年にヒースキットは説明書を拡充して電子工学全般とコンピュータ訓練の教材としてわかりやすく記述した"ヒースキット教育システム"を開始した。ヒースキットは同様にデジタル分野にも進出してコンピュータを搭載した機材やデジタル時計や新技術を備えた天気予報機を生産した
キットの生産は大半は手作業でローラー式組み立てラインを使用して少量を生産するようになった。これらの工程は必要に応じて増やしたり減らしたりされた。いくつかのキットは工場で完全に"組み立てられ試験されて"販売された。これらの機種は機種番号の後の数字が異なる。

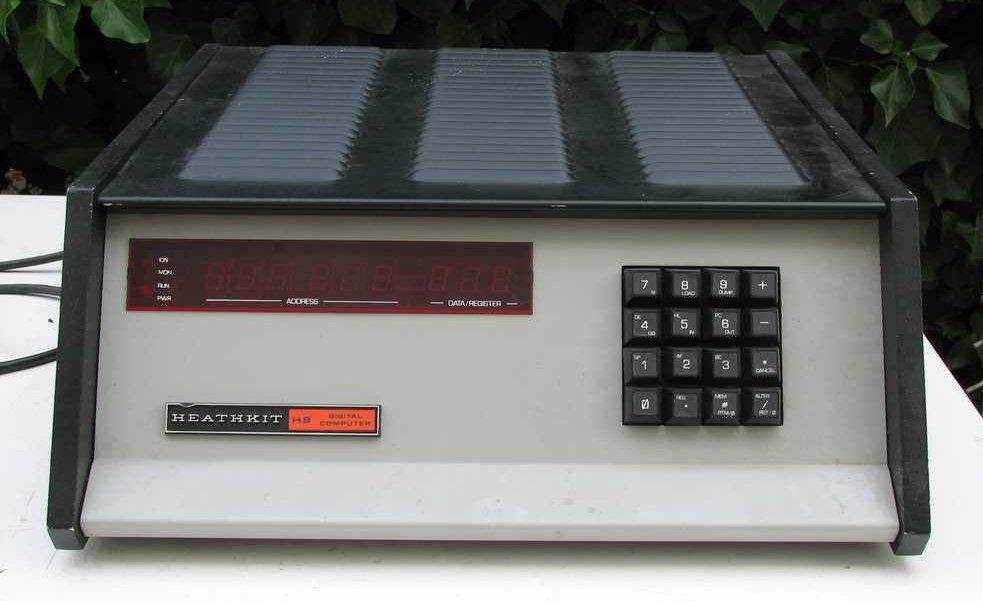
最初の8ビットのヒースキット H8 コンピュータ (www.yesterpc.orgの収蔵品)

最後に大きな頭角を現したヒースキットはおそらく1978年に発売されたヒースキット H8コンピュータだった。初期の家庭用コンピュータはキットとして販売されたが往々にして原始的だった。対照的にヒース社はキットの電子機器の生産で実績を積んでいて、ヒースの名前が信頼を与えた。
H8は大成功した。H19とH29は端末でH89 "一体型"コンピュータだった。 H8とH89は専用のオペレーティングシステム上で実行して、HDOSと普及したCP/Mオペレーティングシステムだった。 H89は2個のザイログZ80 プロセッサを備え1個はコンピュータ用でもう1個はH-19 端末に組み込まれた。 H11、最底辺のDEC PDP-11 16-ビットコンピュータは成功には及ばなかった。; おそらく8ビット機よりも大幅に高価であった事が原因であると考えられる。
パソコンの潜在性を見てゼニス社は1979年にヒースをシュルンベルジェから$630億ドルで購入して コンピュータ部門をゼニス データ システムズ (ZDS)に変えた。ゼニスはヒースから研究開発資産と同様にセントジョセフ工場の柔軟性のある組み立てラインを購入した。
ヒース/ゼニスはパソコンを中小企業向けに販売を始めた。H89のキットはゼニス Z-89/Z-90のブランドを変えただけのモニターとフロッピーディスクドライブを備えた一体型の完成品だった。それらはピーチツリーソフトウェアから改良された"ターンキー"版を販売する許諾を得ておりCPAと不動産管ソフトを同梱していた。Z-90の実現後、間もなく彼らは5MBのハードディスクドライブと倍密度外部フロッピーディスクドライブを発売した。
H11は熱心な愛好家達に普及したもののヒースの技術者達はDECの PDPマイクロプロセッサではヒースはより強力なシステムを実現する事はできない事が現実化した。ヒース/ゼニスはインテル8085/8088を基にしたシステムであるH100 (または Z-100, 半完成済でZDSによって販売された)を開発した。(当時としては)かなり先進的な最大8色640 x 512 画素のビットマップビデオを備えていた。H100はCP/M オペレーティングシステムやMS-DOSの彼らのOEM版のZ-DOSという当時、業務用PCのオペレーティングシステムの市場を巡り覇を争った二大巨頭のオペレーティングシステムを実行する事ができた。モードを切り替える時に再起動が必要だったもののそれらはそれぞれ別のディスクを読み込んだ。
1982年にヒースは産業用ロボット工学の原理の学習用途にHero-1ロボットのキットを発売した。
 ロボットはモトローラ6808プロセッサ、超音波センサーを備え、オプションでマニピュレータアームを装備可能だった。; 完全なロボットの完成品の販売価格は$2495でアームを装備しない基本的なキットの価格は$999だった。これは教育と趣味の利用者向けに販売され、最初に普及したヒースキットのロボットキットだった。

## キット時代の終焉
ヒースキット/ゼニスによるコンピュータ事業が成功を収めた時期、家庭用コンピュータは趣味として普及、拡大して多くの顧客はヒースキットを組み立てるよりもコンピュータプログラムの作成に熱中した事により会社に損失をもたらした。他の問題は1980年代以降、(プリント基板、集積回路等による)集積化の進行と(主に海外で生産されたコンピュータとプラグインモジュールという)大量生産の電子製品の流入がヒースキットの基本的なビジネスモデルを侵食した。キットの組み立てはまだ楽しめたかもしれないが、もはや費用を節約はできなくなった。表面実装の部品や(多くは特注品でヒース社のような小規模の顧客には入手できなかった)大規模集積回路への切り替えにより電子機器を工場の量産品の組み立てラインより大幅に安く自宅で組み立てる事は不可能になった。キットの販売量は下がり、ヒース社は教材と新分野のホームオートメーションと照明器具に軸足を移した。1989年、ゼニス社がZDSをBullグループに売却した時、ヒースキットもその商談に含まれていた。
1992年3月30日、45年に及ぶキットの販売を終了すると発表した。それは多くの人にとって、十分重要なことでありニューヨークタイムズ紙も見出しで取り上げた。1960年代からのキット製造会社の最後にして最大の生き残りだった。
会社は1989年から複数の所有者を経て1995年にBullからHIGと呼ばれる投資家集団に売られ、1998年に他の投資家集団に売られた。
教育関連の事業のみ営んでいたがこの集団はヒース/ゼニスの名称と製品を専用の工具とヒーターの製造会社であるDESA インターナショナルへ売却した。
DESAは2008年12月に倒産した。
その後もキットの販売以外の活動は健在で、数年間に渡り、ヒースキット エデュケーショナル システムズとしてミシガン州セントジョセフで教育分野の事業を営んでいた。回路図やマニュアル等を有償で提供するアフターサービスは続いていたが、それらの知的財産は2008年末にData Professionalsが購入し、現在は同サイトで販売されている。
2011年に、キット分野への再参入する姿勢を見せ、当初はホームユースの電子機器を発売するとアナウンスした。アマチュア無線機器については開発中としていたが、2012年5月にヒース社は倒産した。
2013年5月にヒースキットの再建が同社のウェブサイトで発表された。 彼らのホームページの拡大されたFAQではヒースキットが戻った事が明確になっており電子キットの生産と販売を再開予定であるされた。 "ヒースキット インサイダー"への"Eメールの更新"のネット上での探索への呼びかけにもかかわらず、 探索への参加者で誰もEメールの更新を受け取っていない。2015年3月22日現在、ヒースキットのウェブサイトには2013年に彼らが確約した将来のいかなるキットの情報も掲載されていない。

## 資料
- Post, Rich (2013年7月). “The Heathkit Legacy”. Monitoring Times